# Воронежская улица (Москва)
Воро́нежская улица (до 03.01.1977 г. — проектируемый проезд № 5391) — улица в районе Орехово-Борисово Южное, Южного административного округа города Москвы. Начинается от Каширского шоссе, пересекает улицы генерала Белова, Елецкую и Ясеневую, в завершении переходит в Гурьевский проезд. Нумерация домов ведется от Каширского шоссе.

## История

### Происхождение названия
В 1960 году территория посёлка Бирюлёво была включена в состав Москвы. В этом посёлке с 1965 года существовала Воронежская улица, которая была упразднена в 1969 году. Улица проходила от нынешней Ряжской улицы до упразднённых ныне улиц Сакко и Ванцетти. Именно эта ликвидированная улица дала название нынешней Воронежской улице.

### Описание
Название современной Воронежской улице было дано 3 января 1977 года. Улица представляет собой соединение Каширского шоссе в районе улицы Генерала Белова и Гурьевского проезда. В районе Воронежской улицы протекает река Кузнецовка — правый приток реки Шмелёвки (Хмелёвки). К востоку от Воронежской улицы находится место впадения Кузнецовки в Шмелёвку. Шмелёвка в районе Воронежской улицы протекает в открытом русле, в 1991 году она объявлена памятником природы.

## Транспорт

### Автобус
- 828: метро «Красногвардейская» — метро «Домодедовская».
- 837: метро «Красногвардейская» — метро «Тёплый Стан».
- с819: метро «Красногвардейская» — Каширское шоссе, МКАД.
- с894: метро «Орехово» — Гурьевский проезд.

### Метрополитен
Ближайшие станции метро — «Домодедовская», «Красногвардейская» и «Зябликово».